# Claude Sylvestre
Pour les articles homonymes, voir Sylvestre.
Claude Sylvestre (né le 18 février 1927 à Montréal, où il est mort le 21 novembre 2014 ,) est un réalisateur de télévision et de cinéma québécois, canadien.

## Biographie
Dans les années 1950, il est le réalisateur de Point de mire, émission d’information diffusée à la télévision de la Société Radio-Canada et dont l’animateur était René Lévesque,.
Toujours dans les années 1950, il est président du syndicat des réalisateurs de Radio-Canada, au moment de la « grève des réalisateurs », qui fit de ces réalisateurs, au terme du conflit, les premiers cadres à obtenir le droit d’association.
Vers 1960, le sociologue Fernand Cadieux et Pierre Juneau, de l’ONF lancent l’idée d’un festival de cinéma à Montréal. Pour ce faire, ils s’adjoignent l’aide précieuse de Claude Sylvestre, Guy L. Coté, Germain Cadieux, Marc Lalonde, Arthur Lamothe, Jacques Lamoureux et Jean-François Pelletier. Les jeunes Rock Demers et Robert Daudelin se joignent un peu plus tard à l’organisation du Festival international du film de Montréal 1960-1967 (FIFM). Ce premier festival de cinéma à Montréal naît en 1960 des désirs de briser la censure (surtout religieuse) encore omnipotente et d’entraîner la distribution d’un plus large éventail de films. Il faut dire que toute une génération de cinéphiles exigeants avait jusque-là développé ses goûts dans les ciné-clubs et au gré des voyages. Après huit années d’existence, lors de l’Exposition universelle de Montréal de 1967, le FIFM atteint son apogée puis il disparaît. En août 1967, on y présente en première mondiale le film d’Arthur Penn, « Bonny et Clyde » en présence des deux acteurs principaux, Warren Beatty et Faye Dunaway.
En 1961, Claude Sylvestre fait partie du Comité d'étude provisoire de la censure au cinéma qui fut créé par le gouvernement de la province de Québec. Ce comité, composé de Fernand Cadieux, Claude Sylvestre, André Lussier, Louis-Marie Régis et Georges Dufresne, avait pour but de répondre aux nouvelles aspirations de la population en cette époque de changement des mentalités. Ce comité a recommandé de remplacer le Bureau de censure des vues animées par une Régie du cinéma, dont le mandat consisterait non pas à confisquer les films ou à les amputer mais à les classer selon les normes qui commençaient à être admises un peu partout. Le comité présenta un rapport qui eut une influence déterminante sur l’évolution de la censure du cinéma au Québec. On retrouve des traces évidentes de ses recommandations dans la présente Loi sur le cinéma,.
Puis, Claude Sylvestre est réalisateur et producteur pour les émissions d’affaires publiques de la télévision de Radio-Canada : Format 30 et Format 60, Vivre en ce pays.
Il a également été directeur de la radio française CBFT, vice-président de Radio-Québec (devenu Télé-Québec), commissaire au CRTC, ainsi que producteur de longs métrages et de documentaires.

## Production disponible à la cinémathèque québécoise
- Point de mire [TV] (Canada : Québec, Claude Sylvestre, 1956 - 1959, court métrage)
- Une journée dans la vie du Canada [TV] (Canada : Québec, Claude Sylvestre, 1985) - 2002.0310.51.AR — Archives : document (Claude Sylvestre, 1984)[11]
- Les anglophones du Québec [TV] (Canada : Québec, Claude Sylvestre, 1987) - 2008.0063.04.SC — scénario : projet (Claude Sylvestre, 1986)
- Être anglais au Québec - 1998.0261.12.SC — scénario (Jean-Pierre Fournier ; Claude Sylvestre	)
- Les anglophones du Québec [TV] (Canada : Québec, Claude Sylvestre, 1987) - 2010.0392.31.SC — scénario (Claude Sylvestre ; Jean-Pierre Fournier	- 1986)
- Images en boîte [TV] (Canada : Québec, Jean-Yves Bigras/Roger Racine, 1954) - 1984.0050.16.SC — scénario (Claude Jutra ; Claude Sylvestre ; Gilles Sainte-Marie	- 1954)
- Images en boîte [TV] (Canada : Québec, Jean-Yves Bigras/Roger Racine, 1954) - 1984.0050.20.SC — scénario (Gilles Sainte-Marie ; Claude Jutra ; Claude Sylvestre	- 1954)
- Images en boîte [TV] (Canada : Québec, Jean-Yves Bigras/Roger Racine, 1954) - 1984.0050.19.SC — scénario (Gilles Sainte-Marie ; Claude Jutra ; Claude Sylvestre	- 1954)